# Скажені
Скажені (фр. Enragés — розгнівані) — крайнє ліве політичне угрупування у Франції в період Великої французької революції. Лідери — Жак Ру та Жан-Франсуа Варле. Партія висувала вимоги повного зрівняння майна, заборону спекуляції, скупки та приховування майна.

## Історія
Помітну роль у житті Франції партія почала відігравати з вести 1793 року. Учасники організації повстання 31 травня — 2 червня 1793 року, яке поклало край пануванню жирондистів. Після приходу до влади якобінців критикували їх проєкт конституції, наполягаючи на включенні до нього статей, що обмежували приватну власність і карали смертю за спекуляцію. Їх агітація відіграла роль у підготовці виступу паризьких низів 4 — 5 вересня 1793, під впливом якого якобінці були змушені піти на встановлення твердих цін на головні продукти споживання і розгортання революційного терору. «Скажені» не були організаційно оформленою політичною силою і не змогли протистояти якобінцям, які перемогли їх восени 1793 року. Проте методи боротьби «Скажених» були сприйняті якобінцями.